# Eriprando Visconti
 (août 2023).
Si vous disposez d'ouvrages ou d'articles de référence ou si vous connaissez des sites web de qualité traitant du thème abordé ici, merci de compléter l'article en donnant les références utiles à sa vérifiabilité et en les liant à la section « Notes et références ».
Pour les articles homonymes, voir Visconti.
Eriprando Visconti est un réalisateur italien, né le 24 septembre 1932 à Milan et mort le 25 mai 1995 à Mortara.
Il est le neveu du cinéaste Luchino Visconti.

## Biographie

### Origines
Eriprando Visconti est le fils d'Edoardo Visconti, le frère puîné du célèbre réalisateur Luchino Visconti. Il est admiratif de son oncle dès sa jeunesse. 

### Carrière
Il fait ses débuts à 22 ans, comme assistant de son oncle pour le film Nous les femmes, dont son oncle est co-réalisateur. Puis il joue le rôle de Carlo Moretti dans le film L'Amour au collège, réalisé en 1954 par Luciano Emmer. En 1955, il écrit le scénario de Les Égarés (Gli sbandati) de Francesco Maselli, et collabore avec lui comme assistant. Ensuite, il assiste Renato Castellani pour son film Il brigante. Avec sa première réalisation, Una storia milanese en 1961, au sujet intimiste et délicat, il remporte le prix de la critique à la Mostra de Venise. Ce film retrace un portrait de la bourgeoisie milanaise et le malaise de la jeunesse de cette ville. Dans les années 1970, il se limite à réaliser un documentaire et des films pour la télévision. Il retourne ensuite à un cinéma plus complexe, notamment avec La orca et Oedipus orca, ou bien avec Caresses bourgeoises (1977), d'après le livre de Michele Prisco, traitant de la corruption dans un certain milieu bourgeois ; les premiers rôles de ce film sont tenus par les acteurs français Claude Jade et Marc Porel.
Après Malamore sorti en 1982, il se retire du monde du cinéma pour raison de santé.

### Vie privée
Eriprando Visconti épouse le 16 décembre 1952 l'actrice Fulvia Mammi dont il a un fils Guido, futur musicien. Il épouse en secondes noces Francesca Patrizia Ruspoli, héritière d'une des plus grandes familles aristocratiques d'Italie. De cette union, sont issus un fils, Edoardo, et une fille, Ortensa.

### Mort
Eriprando Visconti meurt d'un emphysème pulmonaire treize ans après avoir réalisé son dernier film, à l'âge de 62 ans.

## Filmographie

### Réalisateur
- 1962 : Une histoire milanaise (Una storia milanese)
- 1968 : La Religieuse de Monza (La monaca di Monza)
- 1970 : Michel Strogoff, avec John Phillip Law et Mimsy Farmer
- 1972 : Manœuvres criminelles d'un procureur de la République (Il vero e il falso), avec Paola Pitagora et Terence Hill
- 1972 : Enquête sur la mort par empoisonnement du détenu Pisciotta Gaspare (Il caso Pisciotta)
- 1976 : La orca
- 1977 : Caresses bourgeoises (Una spirale di nebbia), avec Claude Jade et Marc Porel
- 1977 : Oedipus orca
- 1982 : Malamore

Documentaire
- 1966 : Una provincia italiana
- 1968 : La rivolta dei teenagers

### Acteur
- 1954 : L'Amour au collège (Terza liceo) de Luciano Emmer : Carlo Moretti
- 1976 : Caro Michele de Mario Monicelli : Filippo